# Sargon II.
Sargon II. (asirsko Šarru-ukīn (LUGAL-GI.NA 𒈗𒄀𒈾), aramejsko סרגן, je bil asirski kralj, ki je vladal 722-705 pr. n. št., * okoli 765 pr. n. št., † 705 pr. n. št.
Bil je sin kralja Tiglat-Pileserja III. Na oblast je prišel relativno pozno in je morda uzurpiral prestol svojega starejšega brata Šalmaneserja V. Zatrl je več uporov, podjarmil Izraelsko kraljestvo in leta 710 pr. n. št. Babilonijo, s čimer je ponovno  združil Asirijo z njenim južnim rivalom. Državi sta bili ločeni od Hamurabijeve smrti leta 1750 pr. n. št. 
Novoasirska izgovarjava njegovega imena je bila domnevno /sargi:n(u)/ ali /sarga:n(u)/. Izgovarjava Sargon temelji na biblični obliki imena (סרגון), omenjenega v Izaija 20:1. Vladarska številka II. je sodobna, da bi se razlikoval od staroasirskega vladarja Sargona I. in še starejšega akadskega vladarja Sargona Starejšega.

## Zgodnje vladanje
Zgleda, da si je Sargon II. v nasilnem državnem udaru prilastil prestol svojega starejšega brata Šalmaneserja V. V tem času je bil že v srednjih letih. Pri vladanju mu je kot kronski princ pomagal sin Sanherib. Sargonov brat Sinausur je bil kraljev veliki vezir.

## Vojni pohodi
Sargon se je od samega začetka vladanja soočal s številnimi upori. V močvirjih na jugu države je razglasil neodvisnost poglavar  kaldejskih plemen Marduk-apla-iddina II. in se razglasil za kralja Babilonije. Sargon se je z njim spopadel pri mestu Der na ravnici vzhodno od Babilona.  Marduk-apla-iddino je podpiral elamski kralj Humban-Nikaš I. Elamski vojski je uspelo odbiti asirski napad in obdržati Marduk-apla-iddino na oblasti v Babiloniji. Sovražni kralji so nazadnje sklenili mirovni sporazum, ki je trajal deset let.
Leta 717 pr. n. št. se je uprla sirsko-hetitska država Karkemiš ob gornjem Evfratu. Karkemiš je bil majhna država na pomembnem prehodu preko Evfrata. Sargon je prekršil obstoječe mirovne sporazume in napadel Karkemiš in s plenom poplačal svojo vojsko.
Leta 716 pr. n. št. je napadel Manaence, ker je vladar Aza s pomočju Urartuja odstavil Sargonovega vazalnega vladarja. Sargon je zasedel prestolnico Izirtu in v Parsui in Kar-Nergalu namestil svojo vojsko. Vojaške baze je ustanovil tudi v Mediji. Glavna je bila v Harharju, ki ga je preimenoval v Kar-Šarukin. Leta 715 je ustanovil še mesta Kar-Nabu, Kar-Sin in Kar-Ištar. Poimenoval jih je pa asirskih bogovih in vanje naselil asirske podložnike. 
Sargonov osmi vojni pohod (leta 714 pr. n. št.)  je bil usmerjen proti Urartuju. Pohod je dobro znan iz pisma, ki ga je Sargon naslovil na boga Ašurja (zdaj v Louvreu), in plitvih reliefov v palači Dur-Šarukin. Z reliefov je razvidna težavnost terena, preko katerega se je premikala vojska: bojne vozove so morali vojaki razstaviti in jih (s kraljem vred) prenesti preko najtežjih mest. V pismu je opisano, kako so morali vojaki izsekati poti skozi neprehodne gozdove. Sargonov pohod je morda motiviralo dejstvo, da je bil  Urartu oslabljen zaradi vdorov stepskih nomadov Kimerov. Sargon je eno urartsko vojsko popolnoma uničil in ujel njenega generala Kakadanuja. 
Ko je prodrl do Urmijskega jezera, se je obrnil proti vzhodu in vdrl v Zikirti in Andijo na  pobočjih Kavkaza ob Kaspijskem jezeru. Ko je izvedel, da se mu približuje kralj Rusa I., se je na hitro umaknil k Urmijskem jezeru in v ozki dolini Uauš med strmimi visokimi zasneženimi gorami (morda Sahend vzhodno od jezera) porazil urartsko vojsko, kralju pa je uspelo pobegniti. 
Sargon je izropal bogate kraje na južni in zahodni obali Urmijskega jezera, posekal sadovnjake in požgal polja. Kraljevo rezidenco Ulhu - vinsko klet urartskih kraljev, je izropal in vino kot vodo pil kar iz zajemalke. Asirska vojska je zatem opustošila še Sangibuti in se odpravila na sever proti jezeru Van. Na poti ni naletela na odpor, ker so se ljudje, opozorjeni z gorečimi grmadami,  umaknili v gradove ali gore. Sargon naj bi na tem delu pohoda uničil 430 praznih vasi. 
Od jezera Van se je vračal preko Uaiaišave in v Habuškiji pobral davek od dežele Nairi. Večina asirske vojske se je vrnila domov, Sargon pa se je odpravil izropat urartski tempelj boga Haldija in njegove žene, boginje  Bagbartu, v Musasirju (Ardini). Plen je moral biti izjemen, ker njegov popis obsega petdeset kolon pisma. Zaplenil je več kot tono zlata in pet ton srebra in zajel 334.000 ujetnikov. Plenjenje Musasirja je upodobljeno tudi na reliefu iz Dur-Šarukina, ki je med transportom v Pariz leta 1846 padel v Tigris. Musasir je priključil k Asirskemu cesarstvu. Sargon naj bi med plenjejnjem izgubil samo enega voznika bojnega voza, dva konjenika in tri kurirje. Kralja Ruso I. je usoda Munasirja tako zelo potrla, da je zbolel in naredil samomor.
Leta 713 pr. n. št. ja Sargon II. ostal doma, njegova vojska pa je med drugim osvojila Karalo, Tabal in Kilikijo. Perzijski medijski vladarji so se poskušali odkupiti s plačevanjem davka. Dve leti kasneje je Sargon  osvojil Gurgum in zatrl upor v palestinskem mestu Ašdod, ki so ga podpirali Judeja, Moab, Edom in Egipt, in Filisteja je postala asirska provinca.

### Osvojitev Izraela
Asirci so pod njegovim poveljstvom popolnoma porazili Kraljestvo Izrael, po treh letih obleganja zavzeli Samarijo  in izgnali prebivalce. Dogodek je postal osnova za legende o desetih izgubljenih plemenih. Po Bibliji so med vladanjem Sargonovega predhodnika Šalmaneserja V.  v Samarijo naselili drugo ljudstvo, Samaritane (2 Kralji 18:9-11).  Sargonovo ime se v Bibliji pojavi samo enkrat v Izaijevi knjigi (Izaija 20:1), ki pravi, da so Asirci leta 711 pr. n. št. osvojili Ašdod.

### Pohodi v Babilonijo
Leta 710 pr. n. št. se je Sargon počutil dovolj močnega, da je napadel svojega večnega babilonskega sovražnika Marduk-apla-iddina II. Eno vojsko je poslal proti Elamu in njegovemu novemu kralju  Šutur-Nahhunteju II., da bi preprečila njegovo podporo Babiloncem. Z drugo vojsko pod svojim poveljstvom se je odpravil v Babilonijo. Najprej je osvojil Dūr-Atharo, jo preimenoval v Dūr-Nabû in iz nje naredil glavno mesto nove province Gambalu. Nato je začel oblegati Babilon. Kralj Marduk-apla-iddina II. je pobegnil. Sargon II. je trdil, da je prišel v Babilon na zahtevo tamkajšnjih svečenikov in državnih uradnikov. Po osvojitva Babilona se je leta 710 pr. n. št. proglasil za kralja Babilonije in obnovil dvojno asirsko-babilonsko monarhijo. V Babilonu je ostal tri leta in leta 709 pr. n. št. kot babilonski kralj vodil novoletno procesijo.
Marduk-apla-iddina je poskušal pobegniti v Elam, vendar mu je elamski kralj prepovedal vstop v državo. V Uru, Uruku in drugih mestih je vzel talce in odšel v mesto svojih prednikov Dur-Jakin, ga dodatno utrdil z obzidjem in kanalom iz Evfrata, ki je poplavil njegovo okolico.  Leta 709 pr. n. št. je Sargonova vojska premagala Marduk-apla-iddinovo, mesta pa ni osvojila. Marduk-apla-iddina je spet pobegnil. Na pogajanjih so dosegli dogovor, da bo Sargon II. prizanesel Marduk-apla-iddinu v zameno za to, da se poruši mestno obzidje. Ali se je to tudi zgodilo, ni jasno, ker se je Sargon čez dve leti vrnil in zasedel Dur-Jakin.
Sargon je imel sina, kronskega princa Sanheriba, ki se je poročil z aramejsko plemkinjo Nakijo in ostal na jugu države, da bi krotil aramejska in kaldekjska plemena ob spodnjem Evfratu in nomadske Sutije. Sanherib je osvojil del elamskega ozemlja.

## Kasnejše vladanje
Leta 710 pr. n. št je sedem grških kraljev Ie (Ciper) priznalo Sargonovo suverenost. Leto kasneje je asirsko suverenost priznal tudi frigijski kralj Midas, obkrožen z nomadskimi Kimerijci. Leta 708 pr. n. št. je  asirska provinca postal tudi Kummuhu (Komagena), s čimer je Asirija dosegla vrh svoje moči: Urartu je skoraj klonil pred Kimerijci, Elam je oslabel,  Marduk-apla-iddina II. je bil brez moči, vpliv Egipta v Levantu pa je bil onemogočen.

## Gradnje
Dur-Šarukin (Sargonova trdnjeva) je Sargon II. zgradil za novo prestolnico kmalu potem, ko je leta 721 pr. n. št. prišel na asirski prestol. Mesto je bilo pravokotne oblike s stanicami 1760 x 1635 m in površino skoraj 3 km². Mogočno obzidje iz nežganih  zidakov je bilo dolgo 16.283 asirskih dolžinskih enot, kar je ustrezalo numerični vrednosti Sargonovega imena. V obzidju je bilo sedem mestnih vrat. Na obeh straneh vrat so kot stražarji stali kipi krilatih bikov s človeškimi glavami. Palača je bila bogato okrašena z reliefi. Okoli mesta so bila kmetijska zemljišča in oljčniki. Mesto je bilo delno naseljeno z vojnimi ujetniki pod nadzorom asirskih urdnikov. Sargonov dvor se je v Dur-Šarukin preselil leta 706 pr. n. št., čeprav še ni bil povsem dokončan.
- Sargon II. (levo) in visok uradnik, morda njegov sin Sanherib, Horsabad, Irak, zdaj Britanski muzej, London
- Krilati bik s človeško glavo
- Lamassu iz Sargonove palače v Dur-Šarukinu

## Smrt
Leta  705 pr. n. št. je bil Sargon II. ubit na pohodu proti Tabalu, ki se je že sedem let pred tem uprl asirski oblasti. Sargonovega groba še niso odkrili. Nasledil ga je sin Sanherib (Sin-ahhe-eriba).

## Vira
- Victor Avigdor Hurowitz: "Shutting Up" the Enemy: Literary Gleanings from Sargon's Eighth Campaign v Mordechai Cogan, Dan'el Kahn (ur.): Treasures on Camels' Humps: Historical and Literary Studies from the Ancient Near East Presented to Israel Eph'al, Jeruzalem,  Magnes Press, 2008.
- Albert Ten Eyck Olmstead (1906): Western Asia in the days of Sargon of Assyria.